# Augrabies (plaats)
Augrabies is een dorp gelegen in de gemeente Kai !Garib in de Zuid-Afrikaanse provincie Noord-Kaap. Het ligt op de zuidelijke oever van de Oranjerivier ongeveer 100 km stroomafwaarts van Upington. Het ligt aan de regionale weg R359 juist buiten het Nationaal park Augrabies, waarin de 56 meter hoge Augrabieswaterval in de Oranjerivier is gelegen. 